# Lamberto (vescovo di Novara)
Lamberto (Piemonte, ... – Novara, febbraio 881) è stato un vescovo italiano.

## Biografia
Lamberto nacque in data sconosciuta, in terra piemontese.
Fu eletto vescovo di Novara a ottobre dell'879 e rimase in carica nella propria sede fino alla sua morte, a febbraio dell'881.